# Seleção Neozelandesa de Hóquei sobre a grama masculino
A Seleção Neozelandesa de Hóquei Sobre a Grama Masculino é a equipe nacional que representa a Nova Zelândia em competições internacionais de hóquei sobre a grama. A seleção é gerenciada pela New Zealand Hockey Federation.
Conhecido como Black Sticks, nos Jogos Olímpicos de Verão de 1976 em Montreal, derrotaram a Austrália e conquistaram a medalha de ouro, tornando-se a primeira equipe não asiática nem europeia a conquistá-la. Eles também conseguiram prata e bronze nos Jogos da Commonwealth de 2002 e 2010.